# Relave de Chahuapampa
El relave de Chahuapampa es un pasivo ambiental minero ubicado en el distrito de Cátac de la provincia de Recuay, en Áncash, Perú. 
El mayor riesgo ambiental de este relave considerado muy peligroso son los generados por la erosión hídrica (pluvial) y la infiltración de los lixiviados en suelos. Está considerado de muy alto riesgo en cuanto a contaminación de la cuenca hidrográfica del río Santa.

## Etimología
El nombre de Chahuapampa, en escritura quechua Chawapampa, está formada por dos palabras del quechua ancashino:
- chawa = crudo, blando;[6]
- pampa = llanura;[7]

pudiendo significar "llanura blanda".

## Ubicación
El relave de Chahuapampa se ubica a 120 m del río Santa, en el lado oeste del mismo, en un terreno de la comunidad campesina de San Miguel de Utcuyacu al sur de la ciudad de Cátac en el distrito del mismo nombre, provincia de Recuay en la región Áncash. El pasivo ambiental se ubica en el km 41 de la ruta nacional PE-3N entre Cátac y Recuay.

## Historia
En los años 1968 y 1969 el Banco Minero del Perú financió, construyó y puso en marcha la Planta Concentradora Cátac S.A. para desarrollar la actividad minera en Cátac. Las operaciones se iniciaron en 1973 y continuaron hasta 1986.

## Descripción
El relave comprende un área de 30 600 m² y un volumen de 260 000 m³. La altura es variable y va de 6.5 a 12 m de altura, con una inclinación de 25°. El peso estimado del relave asciende a 650 000 tn y está compuesto principalmente por arcillas (66 %), feldespatos (17 %), cuarzos (10%), pirita (5 %) y calcopirita (0.1 %).
Adicionalmente al relave, también existe un volumen de 50 m³ de mineral polimetálico sin tratar en la planta concentradora y que con las lluvias drena hacia el río Santa. Este mineral está constituido por sericita (41 %), material amorfo criptocristalino (35 %), carbonatos (9 %), cuarzo (5 %), óxido de fierro (5 %), pirita (3 %), galena (1,5 %), calcopirita (0,1 %) y esfalerita (0,1 %).
La planta concentradora abandonada también está considerada un pasivo ambiental minero y comprende un área de 43 595 m².

## Impactos ambientales
Existen varios estudios dedicados a la caracterización del relave y los impactos ambientales que genera.

### Metales pesados
Un estudio de 1998 mostró que el potencial neto de neutralización (PNN) para la muestra del relave de Chahuapampa fue de -80.81 kg CaCO3/t; se incluyeron también en el análisis muestras de los relaves de Mesapata (-700.56 kg CaCO3/t), Romina (-343.18 kg CaCO3/t), Huancapeti (-175.83 kg CaCO3/t), Santo Toribio (-8.56 kg CaCO3/t) y Ticapampa (+3.90 kg CaCO3/t).
La erosión pluvial sobre el relave genera una escorrentía que lleva los minerales hacia los pastizales contaminando no solo los cursos de agua y especies botánicas sino también a los animales que se alimentan de estos pastos. Estos terrenos son utilizados como áreas de pastoreo y cultivo por la comunidad campesina de Utcuyacu.
Un estudio del 2006 tomó muestras en superficie y a 40 cm de profundidad en el centro de la relavera. Los resultados de los análisis dieron valores de pH y conductividad que clasifican al residuo minero en Chahuapampa como 'muy peligroso'. El mayor riesgo ambiental de este relave es el generado por la erosión hídrica (pluvial) y la infiltración de los lixiviados en suelos.
Un estudio del 2018 tomó muestras de los suelos alrededor de la relavera y los análisis mostraron concentraciones de arsénico, cadmio y plomo por encima de los estándares de calidad ambiental para suelos agrícolas, agropecuarios, pecuarios y de humedal del Ministerio del Ambiente de Perú (DS N. 011-2017-MINAM). También mostraron concentraciones de cobre y zinc por encima de los lineamientos de calidad ambiental canadienses (Canadian Environmental Quality Guidelines, CEQG) para suelos agrícolas, agropecuarios y pecuarios.

### Remediación
Un estudio realizado en 1997 y 1998 a cargo de la Dirección General de Asuntos Ambientales del Ministerio de Energía y Minas del Perú, planteó las siguientes medidas para la remediación del depósito de relaves de Chahuapampa: rehabilitar la superficie del relave, restaurar los taludes y las áreas aplanadas, cubrir con capas de suelo, revegetar e instalar un sistema de drenaje enrocado.

## Galería de imágenes

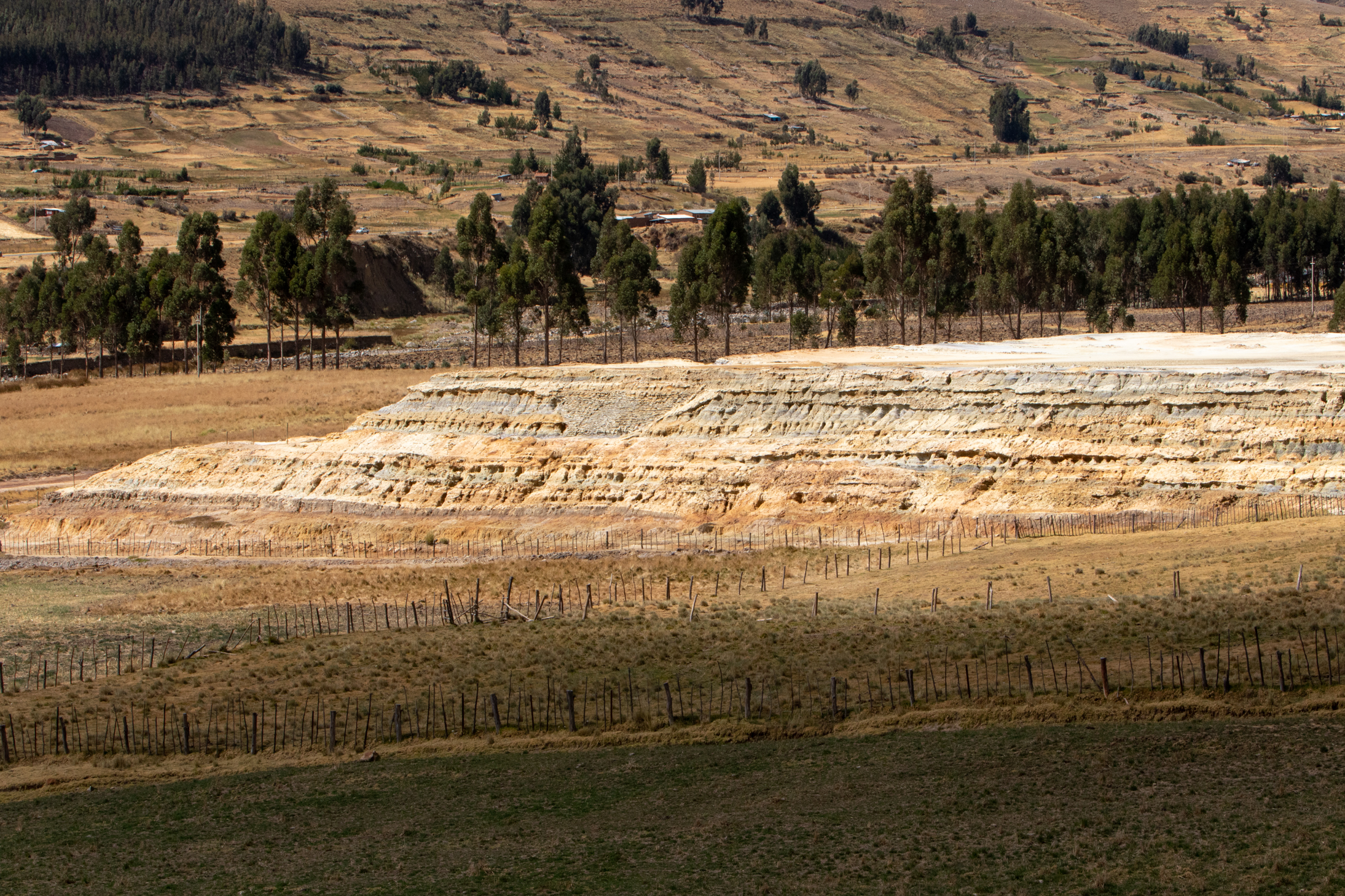
Vista de detalle de la esquina noreste.
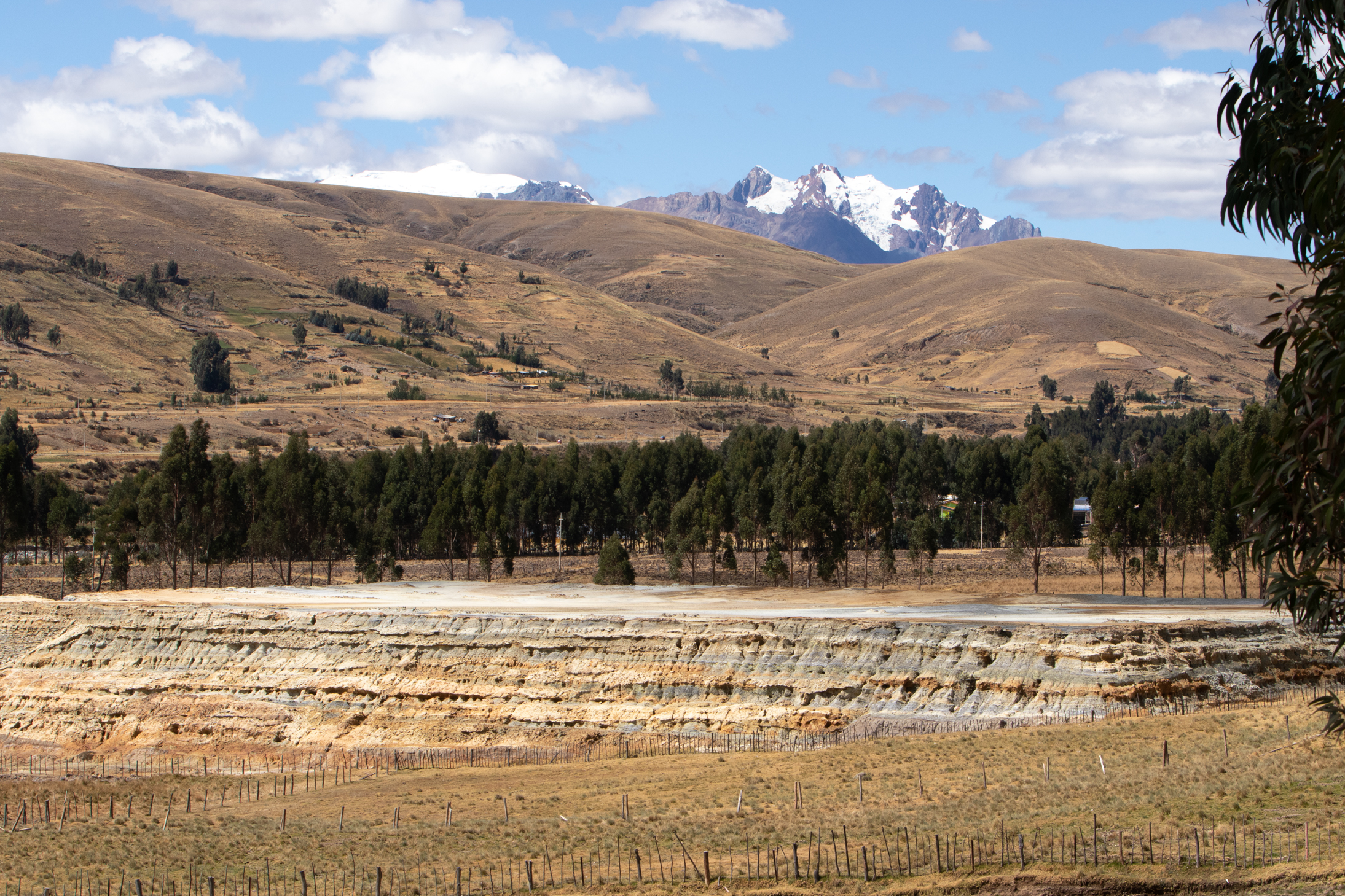
Vista de general desde el sur.
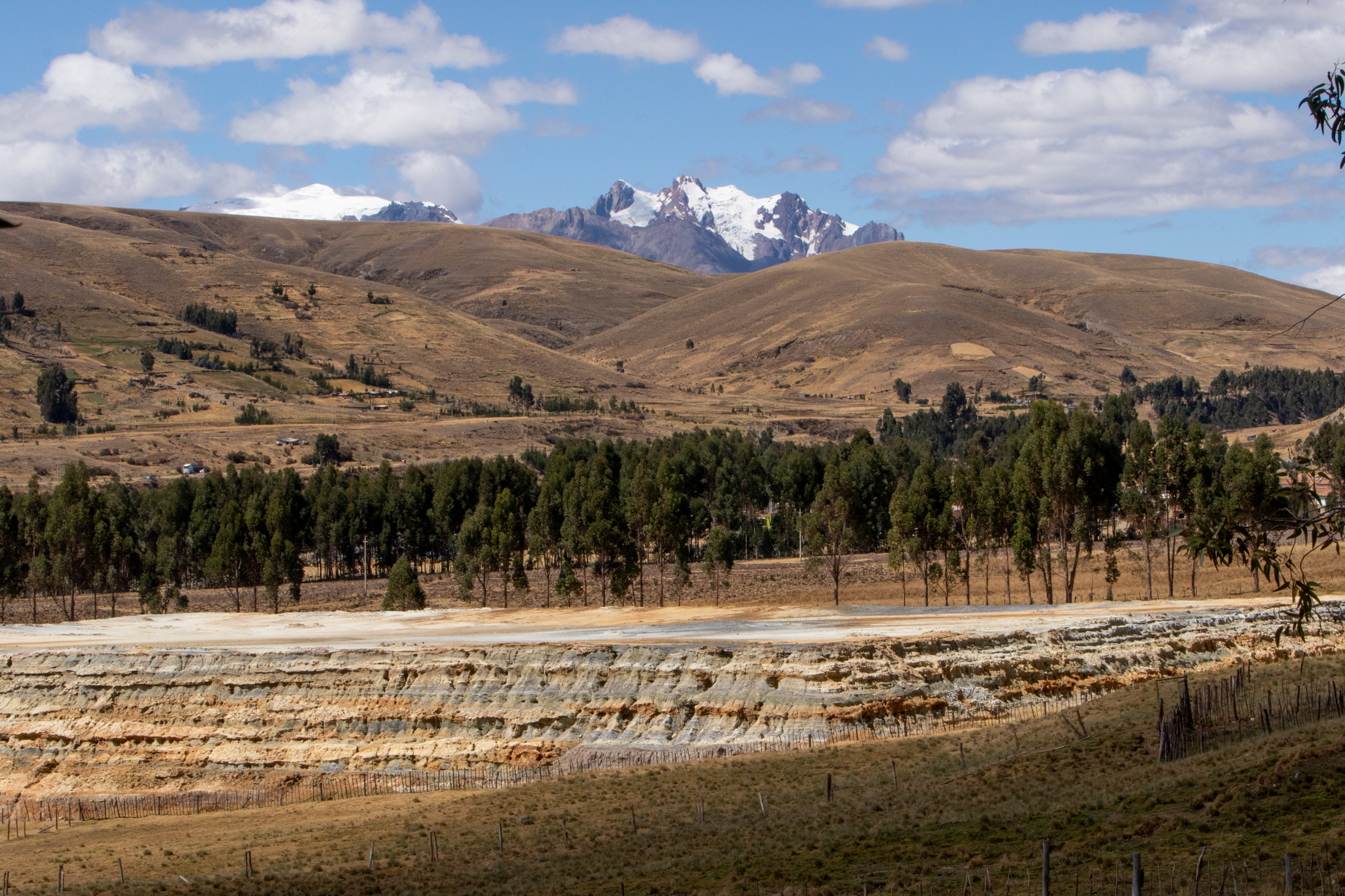
Vista de general desde el sur, la Cordillera Blanca al fondo.